# 奇白鮭
奇白鮭，為輻鰭魚綱鮭形目鮭科的一種，為溫帶淡水魚，分布於歐洲瑞士蘇黎世湖及Walenstadt湖流域，深度20-80公尺，體長可達24公分，棲息在底層水域，生活習性不明。